# Народжені серед зірок
Народжені серед зірок (англ. Star Born) — науково-фантастичний роман американської письменниці Андре Нортон, вперше опублікований 1957 року.
Друга книга серії «Pax / Astra»; історія біженців з Землі на невідомій покинутій цивілізацією планеті.

## Світ
У романі «Зірки наші!» група вчених та інженерів втікає на космічному кораблі у міжзоряну подорож, щоб втекти від антиінтелектуальної диктатури. Подорожуючи на досвітловій швидкості, екіпаж і пасажири перебувають у анабіозі, корабель пливе століттями, нарешті досягаючи зірки із земною планетою Астра, на яку приземляється корабель. У цьому чужому світі люди дружать з розумними гуманоїдами, русалами-амфібіями, які, здається, еволюціонували від істот, схожих на видр. Нові колоністи також знаходять руїни міст, колись зайнятих Іншими, зловісно розумним видом, який колись поневолив русалів.

## Зміст
Далгард Нордіс зі своїм братом по ножу, русалом Ссурі, вирушив у першу самостійну подорож. Через три покоління після того, як люди прийшли в Астру, він вирушив досліджувати руїни міста, яке колись належало Іншим, таким чином розширюючи карту світу для Колонії та в процесі демонструючи свою придатність брати участь у Раді Вільних Людей. Під час телепатичного контакту з місцевою фауною Ссурі відчуває небезпеку; вид палаючого об’єкта, що перетинає небо зі сходу на захід, у напрямку, де, за чутками, живуть Інші, підсилює це судження.
Приблизно через п’ять століть після того, як група вчених-втікачів здійснила відчайдушний крок у міжзоряний простір і через два століття після того, як Миротворі зазнали краху і людство знову відкрило цінність науки, корабель RS 10 приземлився на Астру. Керуючись чутками про ту давню експедицію та завдяки відкриттю гіпердвигуна, Федерація Вільних Людей відправила дев’ять кораблів у гіперпростір; ніхто не повернувся. Під час цієї десятої спроби, на Астрі пілот Раф Курбі має завдання зібрати та запустити катер, який використовуватиметься для дослідження місцевості навколо місця посадки RS 10. Однією з цілей є те, що на фотографіях посадки виглядає як місто.
Далгард і Ссурі підходять до зруйнованого морського порту у великій затоці та йдуть дорогою вглиб країни до міста. Там вони знаходять докази того, що Інші відвідували його нещодавно. Вони також знаходять слід злісної драконоподібної істоти, на яку люди та люди завжди полюють і вбивають. Вони йдуть слідом і вбивають родину змій-дияволів лише для того, щоб знайти істот, які носять металеві браслети, які вказують на недавню присутність невідомого ворога. Вони вирішують надіслати повідомлення за допомогою телепатичного ланцюжка на південь до Хоумпорту.
Раф і троє інших чоловіків летять від RS 10 на південь через занедбану місцевість і прибувають до зруйнованого міста. Біля центру міста вони зустрічають залишки спустошеного населення. Інопланетяни готують останню експедицію до далекого міста, щоб отримати знання, які можуть допомогти їм відновити свою цивілізацію, і капітан терранців приймає їхнє запрошення приєднатися до неї. Експедиція доставляє інопланетян на їхньому катері-сфері та землян на їхньому катері до покинутого міста, де прибульці грабують склад.
Коли Ссурі прямує на південь, щоб попередити свій народ і людей у Хоумпорті, Далгард повертається до забороненого міста, щоб шпигувати. Поки Раф спостерігає зі схованки, інопланетяни захоплюють Далгарда і відвозять його на свій корабель-сферу. Повернувшись до свого міста через море, інопланетяни виводять Далгарда на арену з русалем і змією-дияволом. Раф рятує Далґарда, а русал і троє його соплемінників йдуть у каналізацію під містом, де зустрічають військовий загін русалів. Знову ввійшовши до міста з військовим загоном, Раф використовує дві гранати, щоб знищити корабель-сферу і його вантаж, але при цьому обпалюється. За допомогою русалів Далгард доставляє Рафа до точки на узбережжі, де він і русали можуть надіслати телепатичний сигнал одному з членів екіпажу RS 10. Коли Раф благополучно повернувся на свій корабель, на прохання Далгарда він зберігає інформацію про колонію потомків вчених у таємниці.